# Marietta de' Ricci, ovvero Firenze al tempo dell'assedio
Marietta de' Ricci, ovvero Firenze al tempo dell'assedio è un romanzo storico di Agostino Ademollo che narra delle vicende fiorentine al tempo del rinascimento.
Il libro venne terminato a Firenze il 4 maggio 1839 e venne pubblicato l'anno successivo.

## Perché un libro su Marietta de' Ricci?
Ademollo, nella prefazione, spiega i motivi che lo hanno indotto a scrivere il libro:
è quasi impossibile rinvenire su Firenze un nuovo argomento letterario di discorso. Ma siccome tante e si' diverse cognizioni in moltissimi e diversi volumi ed autori sono sparse e divise, fu per questo che mi accinsi all'impresa, di ridurre tutto ciò che era più interessante in una sola operetta;..., sono andato ultimando la presente Storia prendendo il tema da una nota marginale della Storia Fiorentina di Bernardo Segni, che il caso mi pose sott'occhio.
Questa annotazine diceva: - Marietta de'Ricci moglie di Niccolo' Benintendi fu cagione del duello fra quattro Gentiluomini Fiorentini. Ravvisai questo soggetto interessantissimo per il mio divisamento, perché richiamavami all'epoca storica di Firenze la più grave e la più tremenda.

## La forma del romanzo
Ademollo, a questo punto, decide di fare della vicenda un romanzo storico in modo da rendere interessante la storia arricchendola di particolari. Secondo le sue parole
per Romanzo Storico ho sempre inteso ed intendo non già di quel componimento che non essendo nella sostanza né tutto storia né tutto invenzione può pregiudicare alla prima senza accrescere merito alla seconda non già di quella narrazione di un fatto nella sostanza ideale ma abbellito con l'innesto di qualche circostanza storica ma bensì della esposizione di un fatto vero con circostanze verosimili che se l'abbelliscono ed infiorano rendendola più interessante non alterano però la vera Storia composizione in Italia dai tempi di Dante fino ai presenti adottata da fantasìe vivaci e da persone erudite che resero i soggetti storici dilettevoli ed istruttivi

## Versione teatrale
Dalla sua opera nacque il dramma lirico di Giovanni Bottesini "L'assedio di Firenze" messo in scena per la prima volta al Théâtre Italien il 21/2/1856.